# آلان غرانت
آلان غرانت هو كاتب رسوم هزلي إسكنلندي ولد في 1949 أشتهر بابتكاره لشخصيات مثل أناركي وفيكتور زاش.